# Општина Теју (Арђеш)
Теју (рум. Teiu) општина је у Румунији у округу Арђеш.
Oпштина се налази на надморској висини од 202 m.